# Somer Assault
Somer Assault, conocido como Mesopotamia (メソポタミア) en Japón, es un videojuego desarrollado y publicado por Atlus en 1991 para TurboGrafx-16. Este videojuego de acción de desplazamiento lateral presenta un objeto/criatura Slinky rosa sin nombre como protagonista que puede disparar balas desde sus costados, saltar y deslizarse por las paredes en su búsqueda para detener a una hechicera malvada. El título es un juego de palabras con la palabra somersault (voltereta), ya que Slinky da volteretas por el escenario mientras ataca a los enemigos.

## Jugabilidad
El Slinky puede moverse por el suelo, las paredes y el techo deslizándose a lo largo de ellos; También puede realizar un salto corto para moverse entre paredes y plataformas y deslizarse a una sección diferente de cada escenario. El Slinky también está equipado con una ametralladora que dispara desde ambos lados para eliminar la gran cantidad de enemigos que pululan en cada etapa. El jugador recibe varios puntos de vida que pueden aumentar con potenciadores, varias vidas si el jugador muere y continuidad ilimitada. Se da un límite de tiempo para cada nivel y el objetivo es llegar al jefe del escenario y derrotarlo antes de que acabe el tiempo.
Se pide a los jugadores que introduzcan su fecha de nacimiento al inicio del juego. Esto hace que un jefe dispare potenciadores como obsequio en lugar de disparos dañinos (por ejemplo, ingresar un cumpleaños el 27 de abril hará que el jefe Tauro dispare potenciadores al Slinky en lugar de disparos dañinos).

## Trama
La historia (que existe únicamente en la versión de exportación) se presenta en una breve secuencia de prólogo al comienzo del juego. "En una época y un mundo que no son los nuestros", la malvada Hechicera usa sus poderes oscuros para convocar a doce poderosos secuaces, cada uno de los cuales representa un signo del Zodíaco, y los envía a conquistar el mundo. El Slinky tiene que luchar a través de 12 etapas de enemigos, destruyendo a cada jefe del Zodíaco en el camino, para poder llegar a la Hechicera y poner fin a su plan.
En la etapa final, el jugador debe derrotar a todos los jefes sucesivamente antes de enfrentarse a la Hechicera. Después de que la derriban, su cuerpo explota y comienza una batalla contra tres enemigos que se parecen al Slinky y son llamados "Los Mimickers". Cuando son destruidos, "El Creador" aparece como el verdadero jefe final.

## Recepción
Kyle Knight de Allgame lo calificó como un juego "extraño" pero "divertido e innovador. Los puristas de los shooters pueden avergonzarse de la premisa, pero los jugadores más abiertos a quienes no les importa un poco la curva de aprendizaje encontrarán una experiencia de juego gratificante". El personaje del jugador del juego ocupó el puesto número 9 en la lista de "Diez personajes principales aburridos" de GameSpy por Kevin "Fragmaster" Bowen.